# 브린자
브린자(슬로바키아어: bryndza, 루마니아어: brânză 브른저[*])는 슬로바키아, 루마니아, 몰도바, 세르비아에서 널리 소비되는 양젖 치즈이다. 폴란드, 우크라이나, 헝가리와 체코에서도 즐겨 먹는다.

## 요리
슬로바키아에서는 감자 반죽으로 만든 할루슈키와 브린자를 요리해 브린조베 할루슈키를 만든다.
오스트리아에서는 매콤한 치즈 스프레드인 립타우어를 만들 때 브린자를 사용한다.

## 같이 보기
- 페타